# Svenska Teknologföreningen
Svenska teknologföreningen (SvTF, STF) var från 1877 namn på Sveriges främsta sammanslutning av ingenjörer och arkitekter, stiftades 1861 i Stockholm av Ernst August Wiman jämte några hans kamrater i Teknologiska institutets första avdelning. Föreningen uppgick 1974 i Sveriges Civilingenjörsförbund.

## Historik

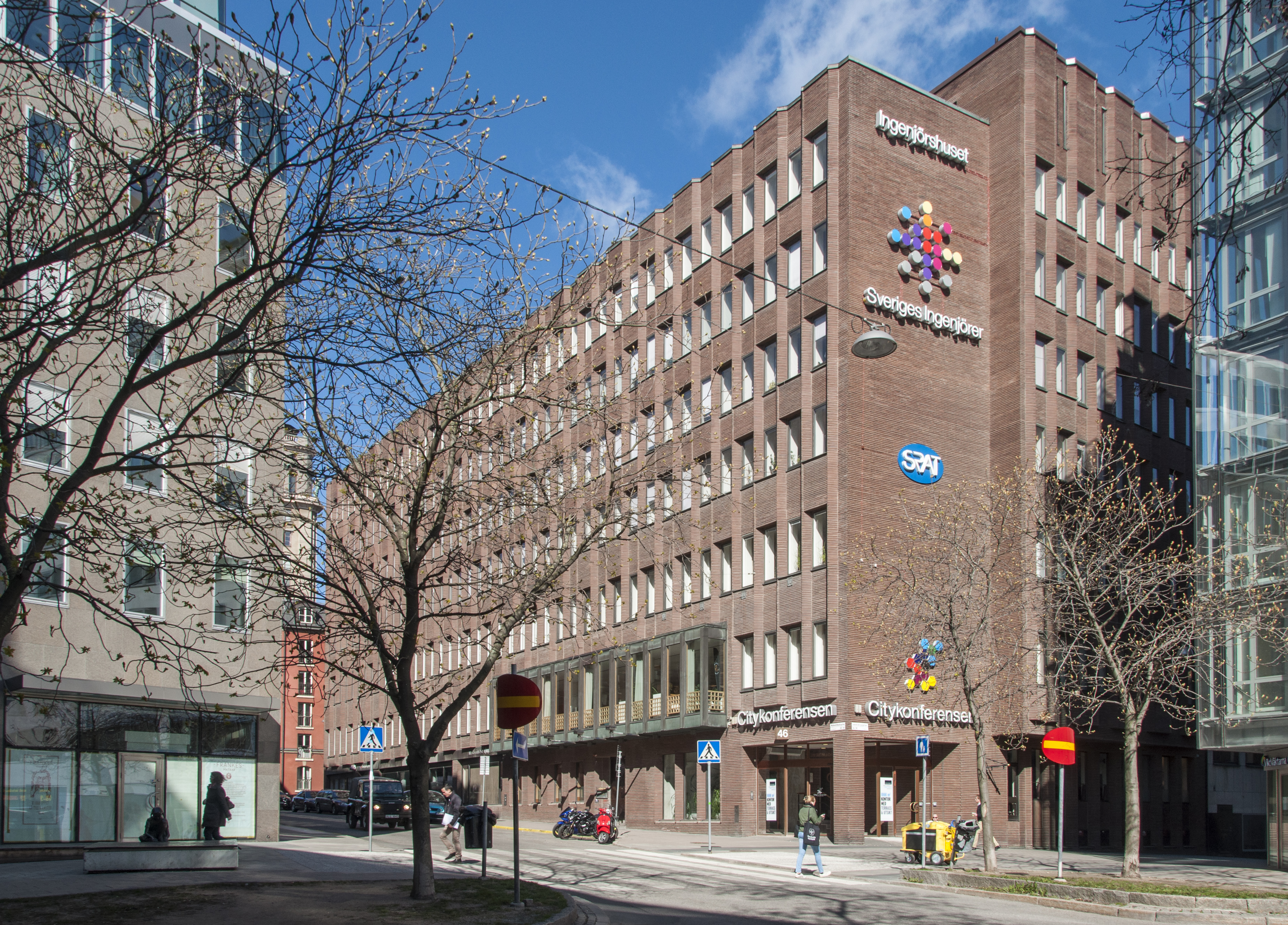
Ingenjörshuset, Svenska Teknologföreningens byggnad vid Malmskillnadsgatan i Stockholm.

Föreningen hade till föregångare Teknologernas förening, bildad år 1855, från år 1858 benämnd Polytekniska föreningen och år 1860 upplöst, samt den under hösten 1860 några månader existerande föreningen T.I. (Teknologiska Institutet).
Föreningen utgjorde till en början endast en kamratsammanslutning mellan elever vid Teknologiska institutet (sedermera Kungliga Tekniska högskolan) och hette först U.V.S. som är en förkortning för ”Utilitatis Veritatisque Societas” och betyder samfundet för nytta och sanning. År 1863 beslutades att medlemmar som avgått från institutet skulle äga rätt att kvarstå. Därigenom öppnades vägen för reformer som successivt utvecklat föreningen till landets ledande tekniska förbund. År 1878 uppdelades den på en första sektion, för elever vid Kungliga Tekniska högskolan, och en andra sektion för därifrån utexaminerade elever, och samtidigt ändrades namnet till Teknologföreningen T.I. i Stockholm.
År 1877 ändrades namnet till Svenska Teknologföreningen och enligt de samtidigt antagna stadgarna skulle dessa ej endast utgöra ett samband mellan dem, som var eller varit elever vid Tekniska högskolan, utan därjämte ha ”till ändamål att åvägabringa en sammanslutning av dem, som på ett framstående sätt, vare sig i vetenskapligt, konstnärligt eller praktiskt hänseende, verka till den svenska industrins och byggnadskonstens gagn”. Här öppnades för arkitekter att bli medlemmar.
Sedan Kungl. Maj:t år 1910 utfärdat tillägg till Tekniska högskolans stadgar föreskrivit för eleverna obligatoriskt medlemskap i en studentkår beslöts år 1910 att dittillsvarande första sektionen bestående av studerande skulle upphöra.
I Svenska Teknologföreningen uppgick år 1888 det år 1877 stiftade Byggnadssamfundet. Även den ända sedan år 1865 existerande Ingenjörföreningen uppgick år 1891 i Svenska Teknologföreningen som därmed även övertog förvaltningen av Polhemsfonden och utdelningen av Polhemspriset (instiftat år 1876).
Svenska Teknologföreningen utgav från år 1878 publikationen Teknisk Tidskrift varjämte ett stort antal tekniska handböcker med mera utgavs på föreningens förlag. Föreningen anlitades i mycket stor utsträckning av statsmakterna för erhållande av sakkunniga utlåtanden i tekniska och industriella frågor samt om lagförslag berörande föreningens intresseområde.
Bland kända arkitekter som var ledamöter i Svenska teknologföreningen kan nämnas Sven Markelius, Erik Lallerstedt och Carl-Axel Acking.

## Representation
Svenska teknologföreningen var representerad i bland annat följande föreningar och nämnder.
- Kungliga Tekniska högskolans styrelse.
- Statens provningsanstalt.
- Statens tekniska forskningsråd.
- Sveriges standardiseringskommission (SIS).
- Tekniska nomenklaturcentralen.
- Sveriges tekniskt-industriella skiljedomsinstituts fullmäktige.
- Forskningens beredskapskommittés centralkommitté.
- Kungliga byggnadsstyrelsens delegation för klassificering av trävirke.
- Styrelsen för Tekniska museet.
- Styrelsen för Sveriges industriförbunds arbetsledareinstitut.
- Svenska centralkommittén för internationella ingenjörskongresser.
- Internationella materialprovningsföreningen.
- Svenska industrins praktiknämnd.
- Svenska ingenjörsföreningars nämnd.
- Nordiska ingenjörsföreningars samarbetskommitté.
- Internationale vereinigung für brückenbau und hochbau. (tyska: International Association for Bridge and Structural Engineering)